# بلير بوش
بلير بوش (بالإنجليزية: Blair Bush) هو لاعب كرة قدم أمريكية أمريكي، ولد في 25 نوفمبر 1956 في فورت هود في الولايات المتحدة.